# Fikre Selassie Wogderess
Fikre Selassie Wogderess (Addis Abeba, 13 luglio 1945 – Addis Abeba, 12 dicembre 2020) è stato un politico etiope.
Fu primo ministro della Repubblica Popolare Democratica d'Etiopia dal 10 settembre 1987 all'8 novembre 1989.

## Biografia
Fikre era uno dei membri più oscuri del Derg sin dal golpe del 3 febbraio 1977, nel quale il segretario generale Tafari Bante fu ucciso insieme ad altri sette membri del Derg. Il golpe lo portò alla ribalta secondo le note di Bahru Zewde "secondo alcune fonti lo salvò da un'esecuzione per ragioni di identità sconosciuta!" portandolo a ricoprire la carica di segretario generale, in tale incarico ebbe a dissipare "l'atmosfera di totale servilismo" con la sua "disposizione alla disposizione indipendente frazionalista".
Fikre divenne primo ministro del neo-costituito stato socialista che rimpiazzò il Derg nel 1987. Fece una visita diplomatica a Il Cairo nel novembre 1988 nel tentativo di migliorare le relazioni con l'Egitto, e per esprimere supporto all'offerta di negoziazione dell'Egitto per una soluzione al conflitto eritreo. Nel novembre 1989, il presidente dell'Etiopia Menghistu Hailé Mariàm lo sollevò dalla sua carica, avendolo criticato tre giorni prima in un incontro con il politburo del Partito dei Lavoratori d'Etiopia, affermando "non vi era nessun altro che era come Fikre Selassie, che sedeva pigramente e in silenzio. "Una volta si sedette leggendo una rivista.... Non era un anti-rivoluzionario né un criminale, né un cospirazionista.... Ma era instabile e perfino rude.... Venne espulso anche per ragioni disciplinari".
in seguito alla fine della Guerra civile in Etiopia e la fine della Repubblica Popolare Democratica d'Etiopia, Fikre fu uno dei 46 ex leaders della Repubblica Popolare Democratica d'Etiopia ad essere processati di persona il 19 aprile 1996 con l'accusa di omicidio, genocidio e crimini contro l'umanità dalla Repubblica Federale Democratica d'Etiopia; 22 altre personalità, inclusi l'esiliato Menghistu, furono processati in assenza dallo stesso tribunale. Il processo si concluse il 26 maggio 2008, e Fikre Selassie fu condannato a morte. Nel dicembre 2010, il governo etiope commutò la sua sentenza di morte insieme ad altri 23 ufficiali del Derg. Il 4 ottobre 2011, Fikre Selassie fu liberato insieme ad altri suoi 16 colleghi, dopo vent'anni di carcere.

### Morte
Fikre Selassie Wogderess è morto nel 2020 per le complicazioni del diabete mellito di tipo 1.